# (400429) 2008 CK178
(400429) 2008 CK178 es un asteroide perteneciente al cinturón de asteroides, región del sistema solar que se encuentra entre las órbitas de Marte y Júpiter, descubierto el 11 de enero de 2008 por el equipo del Lincoln Near-Earth Asteroid Research desde el Laboratorio Lincoln, Socorro, Nuevo México, Estados Unidos.

## Designación y nombre
Designado provisionalmente como 2008 CK178. 

## Características orbitales
2008 CK178 está situado a una distancia media del Sol de 2,737 ua, pudiendo alejarse hasta 2,977 ua y acercarse hasta 2,497 ua. Su excentricidad es 0,087 y la inclinación orbital 11,03 grados. Emplea 1654,17 días en completar una órbita alrededor del Sol.

## Características físicas
La magnitud absoluta de 2008 CK178 es 16,3. 